# 1891-es argentin labdarúgó-bajnokság (első osztály)
Az 1891-es Primera División volt az 1. alkalommal megrendezett, legmagasabb szintű labdarúgó-bajnokság Argentínában.
A bajnokságot a St. Andrew’s és a Old Caledonians csapata nyerte pontegyenlőséggel, a döntőben végül a St. Andrew’s szerezte meg a trófeát.

## Tabella
| Hely. | Csapat                           | M | Gy | D | V | G+ | G– | Gk  | P  | Továbbjutás vagy kiesés |
| ----- | -------------------------------- | - | -- | - | - | -- | -- | --- | -- | ----------------------- |
| 1.    | Old Caledonians                  | 8 | 6  | 1 | 1 | 32 | 11 | +21 | 13 | Bajnokcsapat            |
| 2.    | St. Andrew’s                     | 8 | 6  | 1 | 1 | 23 | 12 | +11 | 13 | Bajnokcsapat            |
| 3.    | Buenos Aires and Rosario Railway | 8 | 2  | 2 | 4 | 19 | 24 | −5  | 6  |                         |
| 4.    | Buenos Aires FC                  | 8 | 2  | 1 | 5 | 18 | 22 | −4  | 5  |                         |
| 5.    | Belgrano                         | 8 | 1  | 1 | 6 | 10 | 33 | −23 | 3  |                         |
| 6.    | Hurlingham Club                  | 0 | 0  | 0 | 0 | 0  | 0  | 0   | 0  |                         |

### Érem mérkőzés
Az argentin labdarúgó-szövetség két bajnokcsapatot hirdetett, ennek a mérkőzésnek tehát nem volt azontúl jelentősége, hogy ki kapja meg a trófeát.
| 1891. szeptember 13. |

| St. Andrew’s | 3–1 | Old Caledonians |
| ------------ | --- | --------------- |
| Moffatt      |     | E. Wilson       |

| Flores Old Ground, Buenos Aires Játékvezető: J. Wilson |